# Pedro Dumont
Pedro Dumont (Brasília, 1994 — Brasília, 12 de julho de 2019) foi um tenista juvenil brasileiro
Em dezembro de 2008 foi vice-campeão, na categoria até 14 anos, do tradicional torneio juvenil Eddie Herr, na Flórida.
O jovem sofria de câncer de abdômen desde 2015 e faleceu em 12 de julho de 2019, aos 25 anos.

## Trajetória
Pedro Dumont era filho de treinador de tênis Santos Dumont. Foi se destacando nos circuitos juvenis pelos quais passou. Buscando se profissionalizar como tenista morou em Itajaí (SC), Porto Alegre (RS) e Argentina. Em 2008, aos 13 anos foi considerado um nome forte para o tênis brasileiro. Larri Passos, que havia sido técnico de Gustavo Kuerten passa a treiná-lo.
Em 2008, aos quatorze anos o seu pai que também era seu técnico o inscreveu no Correios Tennis Cup para disputas na categoria 18 anos, pois queria que o filho começasse a pontuar na ITF. Pois somente as disputas na categoria 18 anos são consideradas para pontuar no rankig da Federação Internacional de Tênis (ITF). Pedro era o mais novo da categoria e caiu nas oitavas-de-final. Foi um dos melhores da América do Sul na categoria 14 anos. Terminou o ano de 2008 em segundo lugar no ranking da Confederação Sul-Americana de Tênis (Cosat).

## Prós e Contras
Em 2008 com os resultados positivos aparecendo, Pedro Dumont decidiu ir à Europa, onde permaneceu por três meses. Experiência essa que definiu como errada por ter "sofrido longe dos pais". Nesse ano ele foi considerado uma forte promessa para o tênis nacional. Porém, em 2012 acabou se afastando do circuito de tênis de alto rendimento para atuar no tênis universitário americano. Pedro apontou o erro na escolha de técnicos, calendário, logística e problemas financeiros  como os principais motivos para não ter seguido na carreira profissional. O pai de Pedro Dumont, Santos Dumont (treinador de tênis em Brasília) afirmou em entrevista: “Acho que poderíamos ter tentado mais. Nós nos apavoramos um pouco, seguimos um caminho mais seguro.” Já Pedro se dizia "satisfeito", pois havia conquistado muitas coisas através do esporte. “Eu não atingi o que esperavam de mim, mas acho que tentei ao máximo. Vendo por outro lado, porém, consegui muitas coisas por meio do esporte. Estou satisfeito”, disse Pedro em entrevista.

## Estudo, trabalho e câncer
Em 2012 iniciou estudos na Univesidade Estadual do Mississipi. Depois conseguiu transferência para outras duas universidades. Em 2014, no primeiro ano da Universidade de West Florida, descobriu um tumor benigno no abdômen. Foi operado em Brasília e voltou à rotina nos EUA. Em 2015 outro tumor apareceu, porém maligno, conhecido como sarcoma sinovial. Viaja ao Brasil para tratamento. Em agosto de 2016 retorna aos EUA e no final do ano se torna o campeão de duplas universitárias. Nos EUA ocupou o topo do ranking universitário de duplas. Em janeiro de 2018, já graduado em Marketing, aceita convite, e passar a ministrar aulas de tênis em Nova Iorque. Em abril do mesmo ano descobre o terceiro tumor no abdômen. Então retorna a Brasília para iniciar tratamento.
Em novembro de 2018, o atleta pede doação de sangue para a próxima fase do tratamento: um transplante de medula óssea. Em recuperação do transplante passa a trabalhar no início de 2019, na Match Point, clube de tênis referência nacional na Assefaz - DF.  No entanto, em junho de 2019 o câncer aparece novamente. Pedro Dumont morre menos de 1 mês após a última recidiva. Pouco tempo antes havia pedido a namorada que conheceu na Universidade West Florida, em casamento.

## Homenagens
No dia da morte de Pedro Dumont, o tenista número 1 do Brasil, Thiago Monteiro,  conquistou o terceiro título de Challenger da carreira, em Braunschweig, na Alemanha e dedicou o título ao amigo. Os dois jogavam juntos desde os oito anos de idade.
A  Confederação Brasileira de Tênis (CBT) publicou em seu Instagram oficial uma nota sobre o falecimento do atleta:
(...) "Pedro Dumont nos deixou para entrar na história do tênis brasileiro como um atleta exemplar, dedicado e de técnica apurada. Foi vencedor dentro e fora das quadras” 